# Komunizm pierwotny
Komunizm pierwotny lub ustrój wspólnoty pierwotnej – według filozofów Karola Marksa i Fryderyka Engelsa – pierwotna forma organizacji społeczności ludzkich. W ustroju wspólnoty pierwotnej podstawą stosunków produkcji była wspólna własność środków produkcji. W ostatnim stadium rozwoju ustroju wspólnoty pierwotnej powstała wspólnota gminna.
Marks i Engels stworzyli tę teorię pod wpływem prac pionierskiego antropologa Lewisa Morgana. Prace Morgana uważane są dziś za przestarzałe – nie istnieje obecnie jedna powszechnie akceptowana wizja życia społeczeństw prehistorycznych, jednak idea pierwotnego komunizmu znajduje wielu zwolenników, nie tylko wśród marksistów. Teoria zakłada, że model organizacji społeczeństwa zgodny z celami współczesnych ruchów komunistycznych charakteryzował część (choć nie wszystkie) wczesnych grup ludzkich.
Najważniejszym celem ludzi było wówczas zdobywanie pożywienia. W komunistycznym pierwotnym społeczeństwie pracą zajmowali się wszyscy, którzy byli do niej zdolni, a jej owoce – żywność zdobyta za pomocą polowań i zbieractwa – dostępne były dla całej społeczności. Pojęcie własności prywatnej nie istniało (poza drobiazgami, takimi jak np. ubrania), gdyż społeczeństwa te praktycznie nie wytwarzały wartości dodanej – produkcja była na bieżąco konsumowana, zaś środki produkcji (narzędzia, budynki itp.) były własnością społeczną.
Udomowienie zwierząt i rozwój rolnictwa stały się punktem zwrotnym w procesie przeistaczania się pierwotnego społeczeństwa komunistycznego w społeczeństwo klasowe. Ponieważ pojawiła się wartość dodatkowa (produkcja żywności przekraczała bieżące potrzeby), narodziła się własność prywatna, niewolnictwo i nierówność. Zajęcia związane z produkcją żywności nie zajmowały już całego czasu grupy, część społeczeństwa mogła więc poświęcić się innym kwestiom – także pracy umysłowej: kulturze, filozofii, nauce. Z podziałem pracy nastąpiło rozwarstwienie społeczne, co doprowadziło do pojawienia się klas i społeczeństwa klasowego.
Według Marksa społeczeństwa w swoim rozwoju dążą do komunizmu. Podobnie jak w komunizmie pierwotnym, komunizm współczesny zakłada wspólną własność środków produkcji. Różnicą jest technologiczne zaawansowanie procesów produkcji, zaawansowanie zapewniające zaspokojenie potrzeb wszystkich członków społeczeństwa.